# Stabilisierungsmechanismusgesetz
Das Stabilisierungsmechanismusgesetz ermächtigt den Bundesminister der Finanzen, für Finanzierungsgeschäfte, die die Europäische Finanzstabilisierungsfazilität zur Durchführung von Notmaßnahmen zugunsten eines Mitgliedstaates des Euro-Währungsgebietes vornimmt, Gewährleistungen bis zur Höhe von insgesamt 211,0459 Milliarden Euro zu übernehmen.

## Zweck
Mit diesem Gesetz leistet Deutschland seinen Beitrag zum Europäischen Stabilisierungsmechanismus. Damit will die Europäische Union Finanzhilfen von 500 Milliarden Euro mobilisieren, um den Euro zu stabilisieren. Deutschland beteiligt sich mit einem Bürgschaftsanteil bis ca. 211 Milliarden Euro. Diese Gewährleistung ist bis zum 30. Juni 2013 befristet (§ 1 Abs. 1 StabMechG). Zusätzlich zu dem 500 Milliarden Euro der Europäischen Union stellt der Internationale Währungsfonds 250 Milliarden Euro zur Verfügung. Der Schutzschirm umfasst damit insgesamt 750 Milliarden Euro.

## Entstehung des Gesetzes
Das Stabilisierungsmechanismusgesetz wurde am 21. Mai 2010 im Deutschen Bundestag beschlossen. Die von Kanzlerin Angela Merkel (CDU) bei der Einbringung des Gesetzes erhoffte breite Zustimmung im Bundestag kam nicht zustande. SPD und Grüne hatten angekündigt, sich zu enthalten, die Linke lehnte die Nothilfen ab. Abgestimmt haben 587 Abgeordnete. Für das Gesetz stimmten 319 Abgeordnete. Es gab 73 Nein-Stimmen, 195 Parlamentarier enthielten sich.
Noch am selben Tag stimmte der Bundesrat dem Gesetz zu, das Gesetz wurde am 22. Mai 2010 im Bundesgesetzblatt verkündet und trat am 23. Mai 2010 in Kraft.
Die Opposition warf der Koalition vor, dass ein gigantisches Hilfspaket unter Druck durchgepeitscht werde. SPD, Grüne und Linkspartei kritisierten, dass die Auswirkungen und die genaue Ausgestaltung der Euro-Notkredite offen seien. Der Vertrag über die geplante Zweckgesellschaft für die Hilfs-Kredite liege noch nicht vor.

## Gesetzesänderungen
Seit Oktober 2011 berücksichtigt das Gesetz in seinem § 3 Absatz 1 den so genannten Parlamentsvorbehalt: Nach dieser Vorschrift darf die Bundesregierung in Angelegenheiten der Europäischen Finanzstabilisierungsfazilität einem Beschlussvorschlag, der die haushaltspolitische Gesamtverantwortung des Deutschen Bundestages berührt, durch ihren Vertreter nur zustimmen oder sich bei einer Beschlussfassung enthalten, nachdem der Deutsche Bundestag hierzu einen zustimmenden Beschluss gefasst hat. Ohne einen solchen Beschluss des Deutschen Bundestages muss der deutsche Vertreter den Beschlussvorschlag ablehnen.
In Fällen besonderer Eilbedürftigkeit oder Vertraulichkeit soll ein Sondergremium, das aus neun Mitgliedern des Haushaltsausschusses des Deutschen Bundestags besteht, anstelle des Bundestags Entscheidungen treffen (§ 3 Absatz 3 StabMechG). Das Bundesverfassungsgericht entschied am 28. Februar 2012, dass § 3 Absatz 3 die Bundestagsabgeordneten teilweise in ihren Rechten aus Art. 38 Absatz 1 Satz 2 des Grundgesetzes verletzt.